# لمور کوتوله
لمور کوتوله (نام علمی: Cheirogaleus) نام یک سرده از تیره لمورهای کوتوله است.

## گونه‌ها
- سرده Cheirogaleus
  - گروه C. medius
    - لمور کوتوله دم‌کلفت، Cheirogaleus medius

  - گروه C. major
    - لمور کوتوله لاوواسا، Cheirogaleus lavasoensis
    - لمور کوتوله بزرگ، Cheirogaleus major
    - لمور کوتوله گوش‌پشمالو، Cheirogaleus crossleyi
    - لمور کوتوله خاکستری کوچک، Cheirogaleus minusculus
    - لمور کوتوله سیبری، Cheirogaleus sibreei